# Big nambas
Le big nambas ou v’ënen taut est une langue océanienne, parlée par 3 350 locuteurs dans le nord-ouest de Malekula à Vanuatu. 

### Livres
- (en) Big Nambas grammar, Greg J. Fox, Dept. of Linguistics, Research School of Pacific Studies, Australian National University, 1979.
- Pierre BETTENCOURT. Séjour chez les Big-Nambas. Rouen, L'Instant perpétuel, 1997. 80 p.  (ISBN 2-905598-43-3). Récit littéraire d'un voyage effectué en 1951 par l'auteur en Océanie (L'Océanie à bicyclette) et chez les Big-Nambas des Nouvelles-Hébrides, illustré d'encres extraites de ses carnets.